# وادي الردادي
أحد أودية فلسطين الجافة معظم أيام السنة، وأهم أودية أقصى جنوب البلاد. وهو يمر على بعد ثلاثة كم شمال موقع أم رشرش (إيلات) متجهاً من الغرب – الشمال الغربي إلى الشرق حيث ينتهي في أرض السبخة (المملحة) الساحلية المتصلة بنهاية خليج العقبة شرق مدينة إيلات.تقع المجاري العليا لوادي الردادي خارج حدود فلسطين من جبل الحمرة، وجبل قرين عتود الواقعين في أراضي سيناء المجاورة للحدود.

## الموقع
يقع وادى الردادي في النقب الجنوبي شمال رأس خليج العقبة، ويتجه شرقا حتى ينتهي في وادي العربة جنوبي وادي سويدي. أطلق الصهاينة على الوادي تسمية "نحال رودد".
أما المجاري العليا لوادي الردادي فتقع خارج حدود فلسطين لتتشكل رؤوس المسيلات الأولى على شكل شعاب صغيرة في مرتفعات جبل الحمرة (929م) وجبل قرين عتود (914م) الواقعين في أراضي سيناء المجاورة للحدود ثم لا تلبث أن تتحد في المنخفضات المنتشرة بين الجبال الصغيرة المبعثرة مكونة وادي الردادي الذي يخترق هذه المنخفضات باتجاه الجنوب الشرقي حتى يصل إلى الحدود الفلسطينية – المصرية شرق قاع النقب.

## جغرافيا الوادي
مع دخول الوادي أراضي فلسطين يزداد عمقه وتسايره الجروف القائمة من الجانبين بشكل متقطع. ثم يحدث بعض الانفراج المؤدي إلى عين ماء الردادي فيخترق الوادي مناطق صخرية قاسية بين مرتفعات الردادي والكريكرة وجميل المصري، ومن هنا يأخذ قاع الوادي بالاتساع ويرسم انعطافاً واسعاً محدباً نحو الجنوب ليعود إلى اتجاهه الشرقي – الجنوبي الشرقي شمال جبل الرياحية حيث يخرج من المناطق الصخرية عند ارتفاع 200 م عن سطح البحر، ويسير في أرض سهلية مؤلفة من ترسبات طرية ترجع إلى الحقبة الرابعة الجيولوجية وتطغى عليها المواد اللحقية ومجروفات السيول المكونة لأرض الغور* الانهدامي شمال العقبة. وهناك يصب الوادي بمخروط انصباب لحقي واسع بعد أن يكون قد قطع مسافة 17.5 كم منها 10 كم ضمن فلسطين.
يتميز هذا الوادي باختراقه أنواعاً مختلفة من الصخور، فهو يمر بين صخور يغلب عليها الحجر الكلسي والدولوميت من العصر التوروني والسينوماني وصخور عائدة إلى ما قبل الكامبري من البنية البلورية والاندفاعية الغنية بالقواطع البركانية (الديك) وغيرها من التكوينات القديمة العائدة للركيزة العربية – الأفريقية التي انكشفت هنا بعد أن تعرضت لحوادث انهدامية كثيرة خلعتها وأظهرتها على السطح.

## المناخ والغطاء النباتي
يسود حوض الوادي مناخ صحراوي تقل أمطاره عن 50مم سنوياً، ويتجاوز مقدار التبخر السنوي فيه 2.700 مم، ومتوسط الحرارة السنوية 30 درجة مئوية. ولذلك فإن نظام الجريان صحراوي متوسطي الطبيعة تجري معه السيول في الشتاء عقب هطول أمطار عاصفية على شكل فيضانات هادرة مؤقتة قصيرة الأمد. وقد تمر سنوات لا تجري أثناءها السيول في سرير وادي الردادي وسائر أودية المنطقة. ولذلك تبقى منطقة الوادي جرداء من الغطاء النباتي عدا ما ينمو من أعشاب هزيلة قليلة، وخالية من مصادر المياه عدا ما يتجمع في الحفر وبطن الوادي من برك مائية لا تلبث أن تتبخر أو تترشح. وبالتالي فإن منطقة الوادي خالية من أشكال التجمع السكاني، ويتحول فيها أفراد قبيلتي الأحيوات (اللحيوات) والجرايات سعياً وراء الكلأ لقطعانهم. ومظاهر النشاط البشري الوحيدة هي مرور طريق المواصلات المساير لوادي عربة والمؤدي إلى إيلات، ومرور خطوط أنابيب نقل الماء والنفط عند مصب الوادي حيث أقيم في موقع (إيلوت) محطة مراقبة على الطريق المذكورة.